# روسلان استفانچوک
روسلان استفانچوک (اوکراینی: Руслан Олексійович Стефанчук؛ زادهٔ ۲۹ اکتبر ۱۹۷۵) سیاست‌مدار اهل اوکراین است. وی از اکتبر ۲۰۲۱ رئیس مجلس اوکراین است.